# Cine-Teatro da Misericórdia
O Cine-Teatro da Misericórdia ou Cine-Teatro da Santa Casa da Misericórdia da Chamusca é uma sala de espetáculos na Chamusca.
Constitui o espaço cultural mais importante da vila da Chamusca, encontrando-se situado em pleno centro, junto do Parque Municipal. 
O edifício, exemplar da arquitectura modernista em voga na época, remonta ao ano de 1942, e foi edificado no local da velha Casa da Caldeira que era já explorada como cinema e teatro pela Santa Casa da Misericórdia da Chamusca. A sua construção foi patrocinada maioritariamente pelo engenheiro José Belard da Fonseca. 
A inauguração dar-se-ia a 29 de Dezembro de 1943, com a apresentação da peça "Joana, a Doida" pela Companhia de Teatro Variedades, dirigida pela famosa actriz Maria Matos.